# Ukrainska folkrepubliken
Ukrainska folkrepubliken (ukrainska: Українська Народня Республіка, Ukrajins’ka Narodnija Respublika) var en ukrainsk statsbildning som existerade mellan 1918 och 1921. Den bildades i ukrainska nationella strävanden efter den ryska revolutionen. Staten är även känd som Ukrainska nationella republiken (förkortat: UNR), vilket använts för att särskilja den från Ukrainska socialistiska sovjetrepubliken.

## Historisk översikt
Efter ryska revolutionen prövade flera politiska fraktioner att skapa en oavhängig ukrainsk stat. Den 28 juni 1917 upprättade ukrainska bolsjeviker och mensjeviker Ukrainska nationella republiken och deklarerade sin självständighet från Ryssland.
Den 20 november 1917 förklarade Ukraina sig som en autonom del av Ryska socialistiska federativa sovjetrepubliken. Bolsjevikerna önskade en federation med den ryska sovjetrepubliken men saknade tillräcklig kontroll över området. Under en separat kongress utropade de Sovjetrepubliken Ukraina (Respublyka Rad Ukrajiny) den 25 december 1917, som emellertid också var självständigt från Ryssland.
Den 22 januari 1918 upprättades därefter den icke-bolsjevikiska Ukrainska folkrepubliken – också den självständig från Ryssland. Mellan 27 januari och 1 mars 1918 återerövrades området av ryssarna, och internt följde en serie allianser mellan anarkister och paramilitära grupper.
Mellan 1 mars och 16 december 1918 erövrades området därefter av en allians mellan Tyska riket och Österrike-Ungern. Bolsjevikerna fördrevs fullständigt från området, och mellan 18 april och 20 november 1918 var bolsjevikstaten upplöst, som en följd av freden i Brest-Litovsk vilken placerade de ukrainska områden inom den tyska intressesfären. Efter Tysklands nederlag i första världskriget blev detta avtal inaktuellt, och den 14 december 1918 återupprättades Ukrainska folkrepubliken. Mellan 18 december 1918 och 8 april 1919 ockuperades Odessa av de västallierade.
Den 6 januari 1919 bildades den Ukrainska socialistiska rådsrepubliken (Sovjetrepubliken Ukraina) i öster. Under det polsk-sovjetiska kriget (februari 1919–mars 1921) deltog Ukrainska folkrepubliken och  Ukrainska socialistiska sovjetrepubliken på var sin sida om stridslinjen. Efter kriget, den 7 maj 1921, absorberade dock sovjetrepubliken den icke-bolsjevikiska delen av området. Denna stat fortsatte att vara ett eget land under de följande ett och ett halvt åren, fram till den 30 december 1922 då den etablerades som en av fyra konstituerande medlemmar i Socialistiska rådsrepublikernas union (Sovjetunionen).

## Tre perioder

### Ukrainska folkrepubliken I (1917–18)
I samband med den ryska februarirevolutionen 1917 bildades ett ukrainskt råd i Kiev, Rada, vilket med allt större kraft hävda kravet på ukrainsk autonomi. Radan konstituerade sig under oktober och kom genast i konflikt med revotionsregeringen i Petrograd. Det försvagade bandet till den ryska centralregeringen brast i samband med bolsjevikernas revolution i november ("oktoberrevolutionen" enligt den gamla kalendern). De ukrainska bönderna hade då varit med om att annektera storgodsen, men bolsjevikerna lyckades inte att ta makten. Kiev vill inte längre nöja sig med autonomi utan krävde full självständighet (se ukrainska revolutionen). Historikern Hrusjevskyj gjorde upp ett förslag till en federativ statsförfattning, vilket skar sig rejält mot Lenins krav. Ukraina proklamerade sig som en självständig folkrepublik, vilken de facto erkändes av ententemakterna.
Den nya ukrainska regeringen var dock svag och kunde inte freda sitt territorium. Områdena i öster kontrollerades av ryska trupper  och inhemska bolsjeviker. Ententen kunde inte heller ge praktiskt stöd till den ukrainska staten, så därför sökte Radan stöd hos Tyskland och Österrike. Genom freden 8 februari 1918 i Brest-Litovsk mellan Ukraina och centralmakterna, erkände dessa Ukrainas självständighet. Tyskland och Österrike (som fortfarande deltog i första världskriget på övriga fronter) hoppades kunna få spannmål och andra livsmedel från jordbrukslandet Ukraina. För att nå detta skedde en total tysk-österrikisk ockupation av Ukraina som utsträcktes ända bort till Don och Azovska sjön

### Hetmanatet (1918)
Under våren råkade den tyska ockupationsmakten och den nationella sinnade och socialt radikala Radan i luven på varandra. Ukrainska bönder vägrade samtidigt att frivilligt dela med sig av sina förråd. 29 april genomfördes en statskupp, där Radans medlemmar häktades och en ny provisorisk regering bildades – Hetmanatet (även Ukrainska staten), ledd av Pavlo Skoropadskyj som hetman. Denna regim var helt beroende av tyskarna, hade visst stöd från ryska borgerliga kretsar samt inom vissa ukrainska högerpartier. De mer socialistiskt sinnade nationellt ukrainska partierna blev dock hans svurna motståndare.
Under sommaren 1918 blev läget allt mer prekärt. En svag regeringsmakt, allmän oordning och ekonomisk röra förvärrades av centralmakternas sammanbrott i världskriget. De tysk-österrikiska trupperna stod inför återtåg, samtidigt som tyskarna inte tillåtit Ukraina att skapa en egen armé. Skoropadskyj utfärdade i november ett manifest som syftade till återupprättandet av ett enat Ryssland, fast på federativ grund och med tryggade rättigheter för Ukrainas egenart; därigenom hoppades han vinna ententens understöd. En ny regering bildades med borgerligt sinnade, nästan uteslutande ryska medlemmar.
Detta innebar ett tydlig brytning med det nationella Ukraina, vilket ledde till att Symon Petljura höjde upprorsfanan och – tack vare att de tyska trupperna förhöll sig neutrala – i december tågade in i Kiev. Där tog Petljura därefter över makten med sitt fyrmannadirektorium – Direktoratet. Detta innebar ett återupprättande av Ukrainska folkrepubliken, fast ofta benämnt under namnen Direktoratet eller Direktoriet. Skoropadskyj räddade sig till Tyskland.

### Ukrainska folkrepubliken II (Direktoratet, 1918–21)
Under december och januari gjorde direktoratet vad det kunde för att på samma gång komma till samförstånd med Lenin och vinna ententens stöd. Man misslyckades på båda fronterna, och snart befann Ukraina sig i krig med Sovjetryssland. Någon hjälp av ententetrupperna, som baserats i Odessa för att understödja de vita trupperna i det ryska inbördeskriget, stod inte att nå.
Under vintern hade rutenerna (de ukrainsktalande i det sönderfallande Österrike-Ungern) proklamerat sin självständighet under namnet Västukrainska republiken. Det gick inte helt smärtfritt, eftersom man då fick två nya fiender – det återupprättade Polen (i Galizien) och Rumänien (i Bukovina).
Petljura lyckades trots detta samla till en ukrainsk armé för att försvara sitt territorium. Dessutom fanns stöd av talrika friskaror. I januari tvangs man utrymma Kiev och flytta regeringen till Vinnytsia i söder, men Petljura höll ut mot övermakten i tre års tid; han tillfogade under sommaren 1918 ryssarna flera nederlag. 1 september slöts fred mellan Polen och Ukrainska folkrepubliken, som där tvangs lämna över Galizien till polackerna.
Under 1919 fick Petljura en ny fiende i "de vitas" general Anton Denikin, som inte vill veta av ett självständigt Ukraina. Denikin intog i augusti Kiev, men hans trupper drabbades sedan hårt av en tyfusepidemi, varefter staden återigen föll i bolsjevikernas händer, sedan de i december besegrat Denikin som fick utrymma den ukrainska huvudstaden. 
Petljura sökte under tiden skydd och stöd hos Polen, vilket genom Józef Piłsudskis offensiv våren 1920 tycktes kunna ge krigslycka även åt ukrainarna. Petljuras två divisioner förenades med den polska invasionsarmén, som hoppades att ukrainska friskaror skulle förena sig i ett allmänt uppror.
Alliansen med Polen slog dock tillbaka, eftersom många ukrainare fortfarande mindes de långa tider när polska godsägare styrde och ställde. Kiev intogs i 7 maj av polackerna under Piłsudski med Petljura vid sin sida, men staden tvangs åter utrymmas då Bolsjevikerna drev ut dem under en vecka i juni. Petljuras kvarvarande styrkor fick retirera västerut, och Ukrainas öde som självständig stat var då beseglat. Efter vapenstilleståndet i oktober och fredsfördraget i Riga mars 1921 var den kampen över.
Kriget mellan Polen och Sovjet avslutades 1921, och de västra delarna av Ukraina blev slutligen annekterade av Polen, medan den större, centrala och östliga delen 1924 införlivades i en ny statsbildning – Sovjetunionen – under namnet Ukrainska SSR.

## Nestor Machnos friskaror
Stora delar av södra Ukraina var under 1918 och 1919 i händerna på anarkisten Nestor Machno och hans gerillaarmé. Hans styrkor kämpade i omgångar både mot de vita styrkorna i söder, ukrainska bolsjeviker i öster och norr samt mot ukrainska nationalister och tyskar i norr och väster. Machnos styrkor bidrog till att Wrangels och Denikins arméer länge hade svårt att etablera sig norr om södra Ukraina.

## Presidenter

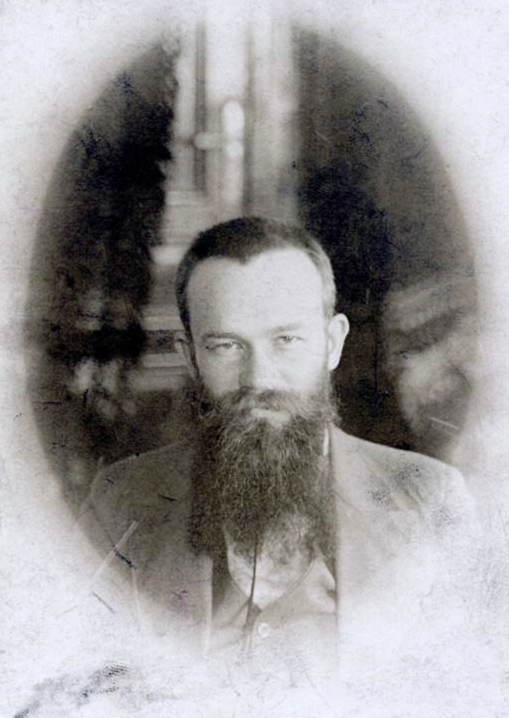
Den första presidenten Mychajlo Hrusjevskyj (1917–1918)
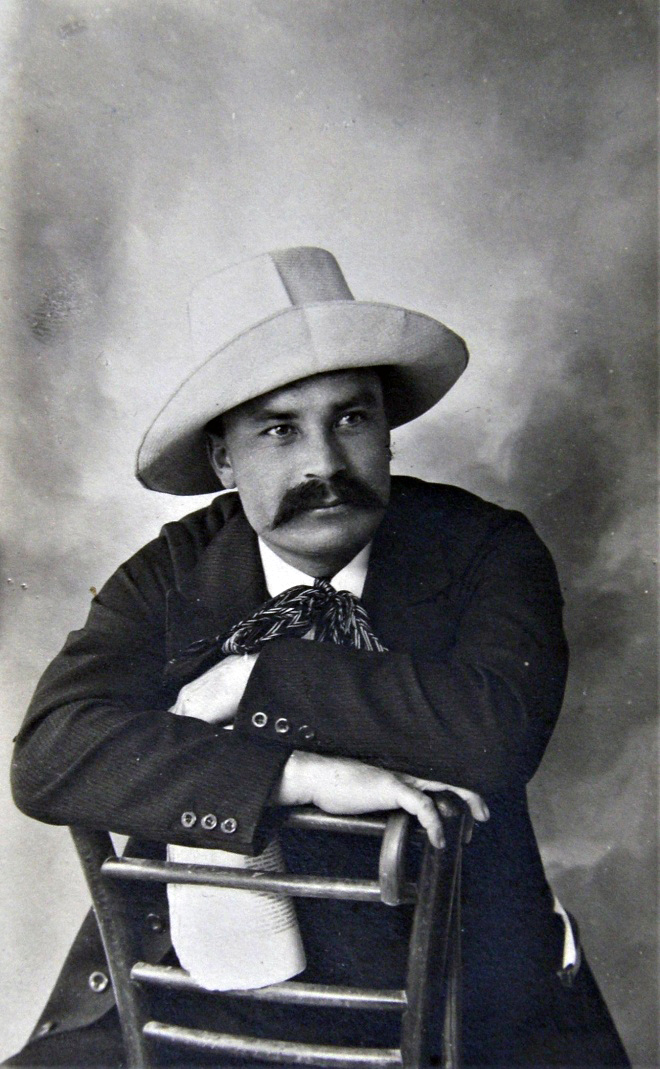
Den andra presidenten Volodymyr Vynnytjenko (1918–1919)